# Ge'alja
Ge'alja (hebrejsky גְּאַלְיָה, v oficiálním přepisu do angličtiny Ge'alya) je vesnice typu mošav v Izraeli, v Centrálním distriktu, v Oblastní radě Gan Rave.

## Geografie
Leží v nadmořské výšce 22 metrů v hustě osídlené a zemědělsky intenzivně využívané pobřežní nížině, při dolním toku řeky Nachal Sorek, nedaleko písečných dun, které lemují pobřeží.
Obec se nachází 7 kilometrů od břehu Středozemního moře, cca 20 kilometrů jižně od centra Tel Avivu, cca 45 kilometrů severozápadně od historického jádra Jeruzalému a 4 kilometry západně od města Rechovot. Mošav leží na severovýchodním okraji města Javne. Vesnici Ge'alja obývají Židé, přičemž osídlení v tomto regionu je etnicky převážně židovské.
Ge'alja je na dopravní síť napojena pomocí místní silnice číslo 410. Východně od vesnice ji míjí dálnice číslo 42.

## Dějiny
Ge'alja byla založena v roce 1948. Zakladateli mošavu byli židovští přistěhovalci z Bulharska. Poblíž se rozkládá starověká lokalita Tel Šalaf. Správní území vesnice měří cca 2000 dunamů (2 kilometry čtvereční).

## Demografie
Podle údajů z roku 2014 tvořili naprostou většinu obyvatel v Ge'alja Židé (včetně statistické kategorie "ostatní", která zahrnuje nearabské obyvatele židovského původu ale bez formální příslušnosti k židovskému náboženství).
Jde o menší obec vesnického typu s dlouhodobě rostoucí populací. K 31. prosinci 2014 zde žilo 990 lidí. Během roku 2014 populace klesla o 1,0 %.
| Rok            | 1961 | 1972 | 1983 | 1995 | 2001 | 2003 | 2004 | 2005 | 2006 | 2007 | 2008 | 2009 | 2010 | 2011 | 2012 | 2013 | 2014 |
| -------------- | ---- | ---- | ---- | ---- | ---- | ---- | ---- | ---- | ---- | ---- | ---- | ---- | ---- | ---- | ---- | ---- | ---- |
| Počet obyvatel | 422  | 375  | 426  | 770  | 1020 | 1082 | 1095 | 1107 | 1159 | 1174 | 1207 | 962  | 985  | 968  | 1006 | 1000 | 990  |